# 约翰·詹姆斯 (密歇根州)
约翰·爱德华·詹姆斯（英語：John Edward James，1981年6月8日—）为美国商人及共和党籍政治人物，自2023年起在密歇根州第十国会选区担任联邦众议员。在此之前，詹姆斯于2018年和2020年两次受共和党提名参选密歇根州联邦参议员，但分别输给寻求连任的民主党议员黛比·施塔贝诺以及加里·彼得斯。
在输掉2020年选举后，詹姆斯起初拒绝认输，这一举动引发了人们对选举公平性的担忧。不过在选举三周后的11月24日，詹姆斯承认了这一选举结果。2022年，詹姆斯在密歇根州重新划定的第十国会选区参选联邦众议员，这是他四年来第三次参选国会议员。在此次选举中，詹姆斯以微弱的优势击败了民主党候选人卡尔·马林加。

## 早年生活与教育
约翰·詹姆斯于1981年出生在密歇根州绍斯菲尔德，后于底特律帕尔默伍兹社区的一个浸信会家庭中长大。他于1999年毕业于天主教莱斯兄弟高中，后于2004年毕业于西点军校。之后詹姆斯在美国陆军服役长达八年之久，在此期间他作为AH-64阿帕奇直升机驾驶员在伊拉克战争期间参与了多项军事任务。同为国会众议员的韦斯利·亨特与帕特·瑞恩都是他在西点军校就读时的同学。之后詹姆斯进入了游骑兵学校学习，并成功获得了游骑兵臂章。
退役后，詹姆斯先是从宾州州立大学获得了供应链管理专业硕士学位，而后从密西根大学罗斯商学院获得了MBA学位。

## 经商生涯
约翰·詹姆斯于2012年加入了詹姆斯国际集团，其父约翰·A·詹姆斯在这家公司担任首席执行官。该公司的主营业务是负责提供全球供应链管理服务。约翰·詹姆斯先是成为其运营总监，而后晋升至公司总裁及其子公司复兴环球物流集团的首席执行官。复兴环球物流集团的总部位于底特律，在COVID-19期间获得了由薪资保障计划提供的大量贷款。
詹姆斯于2012年被《底特律商业杂志》评为“30位30岁精英”之一，后于2014年被《密歇根纪事报》评为“40位40岁以下精英”之一。他曾在密歇根州未来交通委员会、密歇根州少数族裔供应商发展委员会和全国资深企业发展委员会担任董事会成员，此外还曾在底特律劳动力发展委员会任职。

## 政治生涯

### 2018年联邦参议员选举

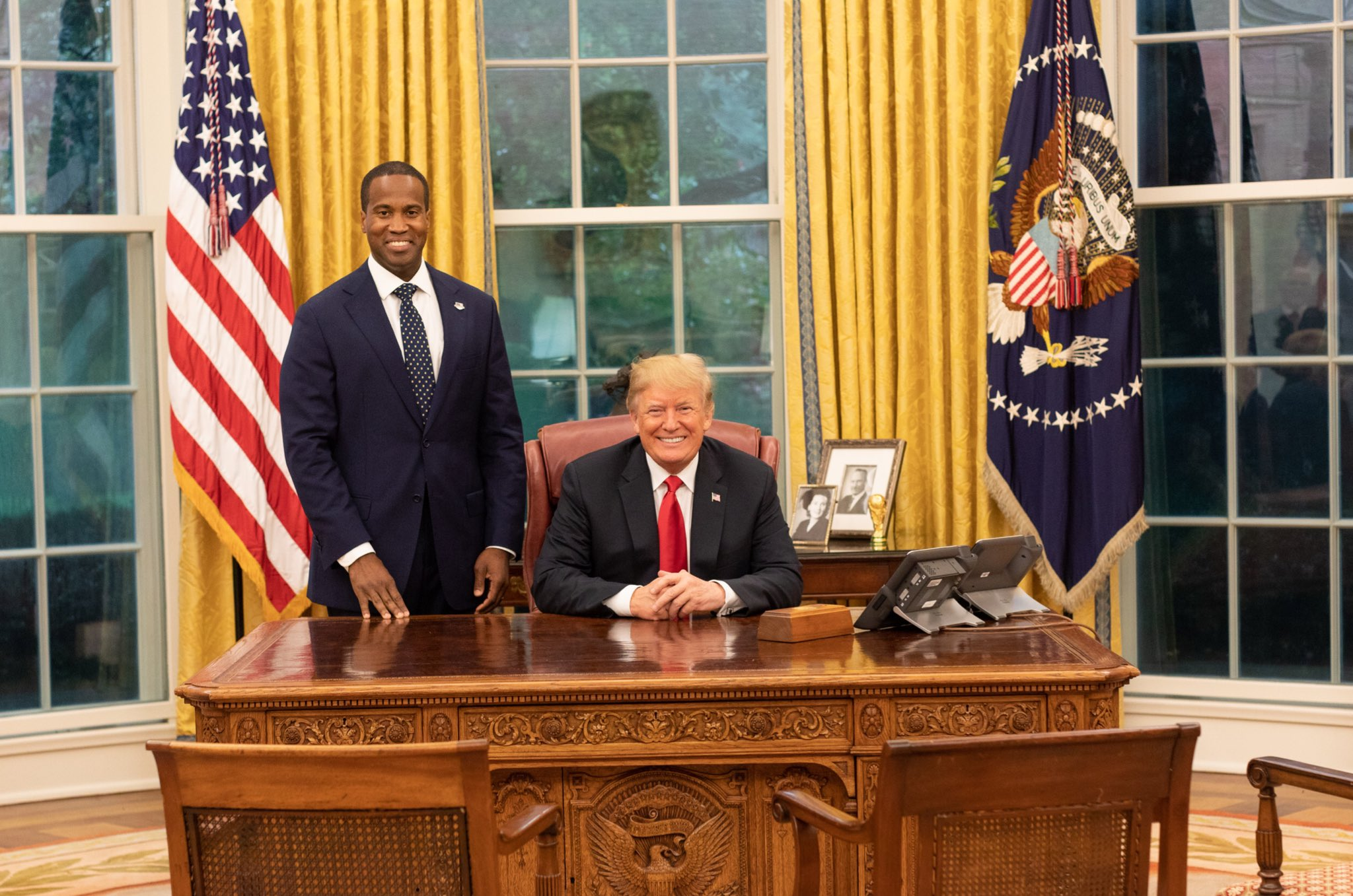
2018年9月詹姆斯和特朗普总统在白宫的合影

2017年9月，詹姆斯决定参选2018年密歇根州联邦参议员选举共和党初选。在此次选举中，他将挑战已经在任三届的民主党籍参议员黛比·施塔贝诺，并争取成为密歇根州首位非裔联邦参议员。虽然密歇根州音乐家摇滚小子也有参选的意图，但最终没有参选。因此在初选中，詹姆斯需要面对的对手只有格罗斯波因特商人及前韦恩县专员桑迪·潘斯勒。在初选前的2018年7月27日，詹姆斯通过推特获得了特朗普总统的背书。虽然詹姆斯在初选中以55%的得票率获得了共和党提名，但在11月6日的决选中以45.8%对52.3%的得票率被施塔贝诺击败。

### 潜在的驻联合国大使人选
根据彭博社2018年11月下旬的报道，特朗普正考虑提名詹姆斯担任美国驻联合国大使，以接替计划在同年年底辞职的妮基·黑莉。根据彭博社的说法，特朗普总统与迈克·彭斯副总统以及国务卿迈克·蓬佩奥曾在白宫接见詹姆斯。但实际上川普并未任命詹姆斯担任这一职务，而是宣布任命美国国务院发言人希瑟·诺尔特担任此职。但诺尔特最终并未获得提名，并于2019年2月宣布不再考虑这一职务。
诺尔特退出后，特朗普再度考虑过任命詹姆斯担任驻联合国大使，但最终决定提名美国驻加拿大大使凯莉·克拉夫特担任驻联合国大使。

### 2020年联邦参议员选举
由于詹姆斯在2018年的选举结果明显优于预期，因此他在2020年密歇根州联邦参议员选举共和党提名中处于优势地位。在这次选举中，他需要挑战的对手是该州另一位民主党籍联邦参议员加里·彼得斯。而在2019年6月，全国共和党国会委员会打算让詹姆斯在2020年参选密歇根州第十一国会选区的联邦众议员席位，以挑战新任民主党人黑利·史蒂文斯。
詹姆斯于2019年6月6日正式宣布自己在寻求共和党提名，以挑战加里·彼得斯。在此次选举中，密歇根州和阿拉巴马州是仅有的两个于2016年被共和党赢得但当前由民主党联邦参议员寻求连任的州。尽管美联社在11月4日就宣布彼得斯胜选，但詹姆斯拒绝承认这一结果，为此彼得斯怒斥其行为“可悲”。起初詹姆斯一直坚持选举过程存在不公平之处，并与共和党法律委员会组建了一个法律基金会以求推翻此次选举结果。此外詹姆斯宣称自己已掌握充足的证据以供调查，但始终未向外界提供。他甚至还在选举后筹集了200万美元资金以用于推翻此次选举结果，但最终还是以92,335票的劣势被认定为败选。詹姆斯最终于11月24日通过社交媒体承认败选，并向彼得斯表示了祝贺。
在竞选期间，詹姆斯曾承诺将其选举筹款的5%捐献给慈善机构。而根据其筹款委员会的报告称，詹姆斯在2020年选举中共筹得资金4612万美元，并已向慈善机构捐献了236万美元。

### 2022年联邦众议员选举
约翰·詹姆斯决定在2022年于密歇根州第十国会选区参选联邦众议员。他先是在共和党初选中胜出，而后在决选中以微弱的优势击败了民主党候选人卡尔·马林加。

## 政治立场
早在2018年竞选时，詹姆斯的政治立场便是典型的共和党人之立场。他在竞选网站中称自己是“反堕胎、支持第二修正案且亲商的保守派”。他希望取消对美国计划生育联合会的资助，并将罗诉韦德案与种族灭绝相提并论。不过他反对死刑，亦反对雇主应因性取向解雇雇员，并反对将娱乐用大麻合法化。
詹姆斯反对奥巴马总统提出的平价医疗法案，称之为“怪胎”，并希望能提出新法案以取代之。根据《底特律自由报》的报道，詹姆斯未对特朗普政府就平价医疗法案提起违宪诉讼一事表达过立场。在2020年9月的一次采访中，詹姆斯反对在没有替代方案的情况下贸然废除平价医疗法案，但亦未对共和党人起诉平价医疗法案一事做出任何批评。
詹姆斯最初在2016年共和党总统初选中支持泰德·克鲁兹，不过后来又成为了特朗普的支持者。他在2018年时还发推称，如果自己能当选联邦参议员，他将“2000%的支持特朗普”。而在2020年选举期间，詹姆斯接受了特朗普的背书并与之一同参选。詹姆斯从未公开批评特朗普本人及其言行。在与黑人信仰领袖会面期间，詹姆斯曾被问及是否有和特朗普意见相左之处。詹姆斯回应说，“从削减五大湖地区的资助到‘粪坑国家’再到说死者的坏话。我的意思是，你想让我从哪里开始讲起？”当詹姆斯被问及为何不公开批评特朗普时，他回答说“保持沉默是最好的选择。特朗普并非不需要非裔选民的支持，恰恰相反，他需要更多。他想要做的是实现全民的公平及平等，而非仅仅是在推特上谴责民众。”竞选期间，民主党人试图将詹姆斯与特朗普建立联系，而詹姆斯则表示自己参选的目的并非是为特朗普举办公投。
在2020年竞选期间，詹姆斯拒绝就个别议题表达自己的立场。其中包括如何确保社会保障信托基金免受工资税削减的影响、参议院是否应该在2020年总统选举前对金斯伯格之死造成的空位进行提名补缺，以及是否需要将那些用联盟军将领命名的军事基地进行更名。

## 个人生活
詹姆斯于2012年与妻子伊丽莎白结婚，两人共育有三个儿子。当初詹姆斯和伊丽莎白约会时，他在底特律郊区的一家购物中心遇到了警察，并向他开了枪。詹姆斯认为，如果当时伊丽莎白没有在他身边，他可能已经被射杀了。他对此至今仍心有余悸，因此每当警察拦车检查时，詹姆斯都会非常紧张。
尽管詹姆斯成长在浸信宗家庭，但他本人为非宗派基督徒。

## 选举历史
| 党派 | 党派   | 候选人              | 得票数  | 百分比 |
| ---- | ------ | ------------------- | ------- | ------ |
|      | 共和党 | 约翰·詹姆斯         | 518,564 | 54.7   |
|      | 共和党 | 桑迪·潘斯勒         | 429,885 | 45.3   |
|      | 共和党 | 威廉·怀特（海选票） | 57      | .01    |

| 政党   | 政党               | 候选人                | 票数      | %       | ±       |
| ------ | ------------------ | --------------------- | --------- | ------- | ------- |
|        | 民主党             | 黛比·施塔贝诺（现任） | 2,214,478 | 52.26   | -6.54%  |
|        | 共和党             | 约翰·詹姆斯           | 1,938,818 | 45.76   | +7.78%  |
|        | 绿党               | 马西娅·斯奎尔         | 40,204    | 0.95    | +0.35   |
|        | 宪法党             | 乔治·赫夫曼三世       | 27,251    | 0.64    | +0.08   |
|        | Natural Law        | 约翰·霍华德·威廉      | 16,502    | 0.39    | +0.15   |
|        | Write-in           | 总海选票数            | 18        | 0.00043 | -0.0014 |
| 多数票 | 多数票             | 多数票                | 275,660   | 6.5%    | -14.32  |
| 投票率 | 投票率             | 投票率                | 4,237,231 | 100.0%  | -8.9    |
|        | 民主党维持原有席位 |                       |           |         |         |

| 政党   | 政党               | 候选人              | 票数      | %      | ±      |
| ------ | ------------------ | ------------------- | --------- | ------ | ------ |
|        | 民主党             | 加里·彼得斯（现任） | 2,734,568 | 49.90% | -4.71% |
|        | 共和党             | 约翰·詹姆斯         | 2,642,233 | 48.22% | +6.89% |
|        | 宪法党             | 瓦莱丽·威利斯       | 50,597    | 0.92%  | -0.28% |
|        | 绿党               | 马西娅·斯奎尔       | 39,217    | 0.72%  | -0.12% |
|        | Natural Law        | 道格·德恩           | 13,093    | 0.24%  | N/A    |
|        | 海选票             | 海选票              | 12        | 0.00%  | ±0.00% |
| 总票数 | 总票数             | 总票数              | 5,479,720 | 100.0% |        |
|        | 民主党维持原有席位 |                     |           |        |        |

| 党派 | 党派               | 候选人        | 得票数  | 百分比 |
| ---- | ------------------ | ------------- | ------- | ------ |
|      | 共和党             | 约翰·詹姆斯   | 159,202 | 48.80  |
|      | 民主党             | 卡尔·马林加   | 157,602 | 48.31  |
|      | Working Class      | 安德里亚·柯比 | 5,905   | 1.81   |
|      | 自由党             | 迈克·萨利巴   | 3,524   | 1.08   |
|      | 海选票             | 海选票        | 4       | 0.00   |
| 合计 | 合计               | 合计          | 326,237 | 100.0  |
|      | 共和黨從民主党赢得 |               |         |        |